# ویلیام هاربوری
ویلیام هاربوری (به انگلیسی: William Horbury) (متولد ۱۹۴۲)، پروفسور مطالعات یهودیت و مسیحیت آغازین و عضو Corpus Christi College در دانشگاه کمبریج است.
او از ویراستاران تاریخ یهودیت کمبریج است.

## آثار منتخب
- Jewish Inscriptions of Graeco-Roman Egypt (coauthored with D. E. Noy, Cambridge University Press, 1992)
- Jewish Messianism and the Cult of Christ (SCM, 1998)
- Jews and Christians in Contact and Controversy (T. & T. Clark, 1998)
- Messianism among Jews and Christians (Continuum, 2003)
- Herodian Judaism and New Testament Study (Mohr Siebeck, 2006)